# Дабо, Томаш
Томаш Соареш Дабо (порт. Tomás Soares Dabó; 20 октября 1993, Бисау) — гвинейский и португальский футболист, защитник сборной Гвинеи-Бисау.

## Карьера

### Клубная
Родился в Гвинее-Бисау, но в детстве переехал в Португалию. Воспитанник академии "Браги". Был одним из ведущих футболистов молодежной команды клуба и входил в состав молодежной сборной Португалии. Однако за основу "Браги" Дабо сыграл всего девять игр. В 2014 году он перебрался в "Ароку", но и в этой команде он не стал ведущим игроком. В 2017 году защитник оказался в коллективе третьей лиги "Фаренсе". В сентябре того же года защитник перебрался в Молдавию, где подписал контракт с Кишинёвской "Дачией". Однако за новый клуб он провел всего две игры. В декабре Дабо вместе с четырьмя другими легионерами "Дачии" покинули команду.

### В сборной
Зимой 2017 года Томаш Дабо принял предложение федерации футбола Гвинеи-Бисау и решил перейти в сборную своей исторической родины. За нее он отыграл на Кубке африканских наций в  Габоне. Защитник участвовал во всех трех матчах с участием национальной команды.